# Солнечное затмение 2 сентября 2035 года
Солнечное затмение 2 сентября 2035 года — солнечное затмение 145 сароса, которое можно будет увидеть в Китае, Японии, Тихом Океане, Восточной Азии и на Корейском полуострове.
Максимальная фаза затмения составит 1.032 и достигнет своего максимума в 1:56:46 UTC. Максимальная длительность полной фазы — 2 минуты и 54 секунды, а лунная тень на земной поверхности достигнет ширины 116 км. Следующее затмение данного сароса произойдёт 12 сентября 2053 года.
Предыдущее солнечное затмение произойдёт 9 марта 2035 года, а следующее — 27 февраля 2036 года.